# Сен-Моріс (Вале)
Сен-Моріс (фр. Saint-Maurice) — місто  в Швейцарії в кантоні Вале, округ Сен-Моріс.

## Географія
Місто розташоване на відстані близько 90 км на південний захід від Берна, 28 км на захід від Сьйона.
Сен-Моріс має площу 14,9 км², з яких на 16,7% дозволяється будівництво (житлове та будівництво доріг), 17% використовуються в сільськогосподарських цілях, 45,6% зайнято лісами, 20,8% не є продуктивними (річки, льодовики або гори).

## Демографія
2019 року в місті мешкало 4556 осіб (+4,9% порівняно з 2010 роком), іноземців було 25,4%. Густота населення становила 305 осіб/км².
За віковим діапазоном населення розподілялося таким чином: 21,6% — особи молодші 20 років, 60,9% — особи у віці 20—64 років, 17,5% — особи у віці 65 років та старші. Було 1771 помешкань (у середньому 2,5 особи в помешканні).
Із загальної кількості 1967 працюючих 29 було зайнятих в первинному секторі, 306 — в обробній промисловості, 1632 — в галузі послуг.